# Sytuacja prawna i społeczna osób LGBT w Południowej Afryce
Status prawny osób LGBT i sytuacja społeczna osób i grup LGBT w Południowej Afryce.

## Prawo wobec kontaktów homoseksualnych
Kontakty homoseksualne w Południowej Afryce zostały zdepenalizowane 9 października 1998 roku, kiedy Sąd Konstytucyjny tego kraju orzekł, że prawo zakazujące aktywności seksualnej pomiędzy mężczyznami jest niezgodne z konstytucją. Od 1 stycznia 2008 roku wiek osób legalnie dopuszczających się stosunków hetero- i homoseksualnych został zrównany i wynosi 16 lat.

## Ochrona prawna przed dyskryminacją
Od 1996 roku orientacja seksualna jest jedną z kategorii chronionych przed dyskryminacją w konstytucji kraju. Południowa Afryka jest pierwszym krajem na świecie, który zawarł taki przepis w swojej konstytucji. Przepisy chroniące przed dyskryminacją na podstawie orientacji seksualnej w miejscu pracy pojawiły się w prawodawstwie państwa w 1998 roku, a w pozostałych kategoriach życia w 2001 roku.
Od 1996 roku geje, lesbijki i biseksualiści nie są wykluczeni ze służby wojskowej z powodu swojej orientacji seksualnej.

## Uznanie związków osób tej samej płci
Od 2006 roku małżeństwa osób tej samej płci są w Południowej Afryce legalne. Kraj ten był piątym na świecie państwem i pierwszym w Afryce, które zalegalizowało małżeństwa homoseksualne. Ustawa je legalizująca została uchwalona przez Zgromadzenie Narodowe w dniu 14 listopada 2006 roku. 28 listopada 2006 roku ustawa została przyjęta przez Narodową Radę Prowincji. 30 listopada 2006 podpis pod ustawą złożyła wiceprezydent Phumzile Mlambo-Ngcuka. Nowe prawo weszło w życie tego samego dnia.

## Życie osób LGBT w kraju
Południowa Afryka uważana jest za kraj tolerancyjny wobec mniejszości seksualnych, w którym osoby homoseksualne mogą liczyć na wsparcie nawet ze strony religijnych przywódców, takich jak arcybiskup Desmond Tutu. Mimo tego kraj nie jest wolny od homofobii. Częste są tam przypadki gwałtu na homoseksualnych kobietach. W zamierzeniu sprawców mają one wyleczyć je z homoseksualizmu.
Każdego roku w Johannesburgu i Kapsztadzie odbywają się parady równości.